# Ghana en la Copa Mundial de Fútbol de 2006
La selección de Ghana fue uno de los 32 países participantes de la Copa Mundial de Fútbol de 2006, realizada en Alemania.
Ghana ha sido uno de los equipos más fuertes del continente africano, lo que queda de manifiesto con sus cuatro títulos de la Copa Africana de Naciones y sus títulos en torneos mundiales juveniles. Sin embargo, nunca había logrado llegar a las instancias finales de la Copa Mundial.
Tras superar a cuadros como la República Democrática del Congo y Sudáfrica durante la fase clasificatoria, Ghana fue agrupada junto a 2006, los Estados Unidos  y la República Checa en el Grupo E, considerado como el Grupo de la muerte.
A pesar de tener a equipos con mayor experiencia en este tipo de eventos, Ghana tuvo un buen desempeño. Aunque fue derrotada por 2:0 ante los eventuales campeones del torneo, logró una victoria por igual marcador ante los checos y otra por 2:1 ante los estadounidenses. Con estos resultados, Ghana se convirtió en el único equipo de África en pasar a la siguiente ronda.
En octavos de final se enfrentaron a los campeones defensores, Brasil. Ghana intentó derrotar a los pentacampeones mas sus errores tácticos le permitió al cuadro canarinho anotar en tres oportunidades (una de las cuales convirtió a Ronaldo en el jugador con más tantos convertidos en la historia de las Copas Mundiales).

## Clasificación

### Primera Ronda
| Equipo 1 | Agr. | Equipo 2 | Ida | Vuelta |
| -------- | ---- | -------- | --- | ------ |
| Somalia  | 0–7  | Ghana    | 0–5 | 0–2    |

### Segunda Ronda

#### Grupo 2
| Pos. | Equipo                          | Pts. | PJ | G | E | P | GF | GC | Dif. | Clasificación |     | GHA | COD | RSA | BUR | CPV | UGA |
| ---- | ------------------------------- | ---- | -- | - | - | - | -- | -- | ---- | ------------- | --- | --- | --- | --- | --- | --- | --- |
| 1    | Ghana                           | 21   | 10 | 6 | 3 | 1 | 17 | 4  | +13  | Mundial y CAN |     | —   | 0–0 | 3–0 | 2–1 | 2–0 | 2–0 |
| 2    | República Democrática del Congo | 16   | 10 | 4 | 4 | 2 | 14 | 10 | +4   | CAN           |     | 1–1 | —   | 1–0 | 3–2 | 2–1 | 4–0 |
| 3    | Sudáfrica                       | 16   | 10 | 5 | 1 | 4 | 12 | 14 | −2   | CAN           |     | 0–2 | 2–2 | —   | 2–0 | 2–1 | 2–1 |
| 4    | Burkina Faso                    | 13   | 10 | 4 | 1 | 5 | 14 | 13 | +1   |               |     | 1–0 | 2–0 | 3–1 | —   | 1–2 | 2–0 |
| 5    | Cabo Verde                      | 10   | 10 | 3 | 1 | 6 | 8  | 15 | −7   |               | 0–4 | 1–1 | 1–2 | 1–0 | —   | 1–0 |     |
| 6    | Uganda                          | 8    | 10 | 2 | 2 | 6 | 6  | 15 | −9   |               | 1–1 | 1–0 | 0–1 | 2–2 | 1–0 | —   |     |

 Fuente: 
Notas:
1. 1 2  Enfrentamineto directo: RD Congo 4, Sudáfrica 1.

## Jugadores
Datos corresponden a situación previo al inicio del torneo
| #  | Nombre             | Posición      | Edad | PJ Sel | Club              |
| -- | ------------------ | ------------- | ---- | ------ | ----------------- |
| 1  | Sammy Adjei        | Portero       | 25   | 31     | FC Ashdod         |
| 2  | Hans Sarpei        | Defensa       | 29   | 7      | Wolfsburgo        |
| 3  | Asamoah Gyan       | Delantero     | 20   | 13     | Modena            |
| 4  | Samuel Kuffour     | Defensa       | 29   | 58     | AS Roma           |
| 5  | John Mensah        | Defensa       | 23   | 33     | Rennes            |
| 6  | Emmanuel Pappoe    | Defensa       | 25   | 27     | Hapoel Kfar Saba  |
| 7  | Illiasu Shilla     | Defensa       | 25   | 2      | Asante Kotoko     |
| 8  | Michael Essien     | Mediocampista | 23   | 17     | Chelsea           |
| 9  | Derek Boateng      | Mediocampista | 23   | 11     | AIK Sølna         |
| 10 | Stephen Appiah     | Mediocampista | 25   | 42     | Fenerbahçe        |
| 11 | Sulley Muntari     | Mediocampista | 21   | 16     | Udinese           |
| 12 | Alex Tachie-Mensah | Delantero     | 29   | 5      | St. Gallen        |
| 13 | Habib Mohamed      | Defensa       | 22   | 1      | King Faisal Babes |
| 14 | Matthew Amoah      | Delantero     | 25   | 16     | Borussia Dortmund |
| 15 | John Pantsil       | Defensa       | 24   | 21     | Hapoel Tel-Aviv   |
| 16 | George Owu         | Portero       | 23   | 6      | Ashanti Gold      |
| 17 | Daniel Quaye       | Defensa       | 25   | 7      | Hearts            |
| 18 | Eric Addo          | Mediocampista | 27   | 6      | PSV Eindhoven     |
| 19 | Razak Pimpong      | Delantero     | 23   | 4      | Copenhague        |
| 20 | Otto Addo          | Mediocampista | 31   | 13     | Maguncia 05       |
| 21 | Issah Ahmed        | Defensa       | 24   | 10     | Randers           |
| 22 | Richard Kingson    | Portero       | 28   | 33     | Ankaraspor        |
| 23 | Haminu Dramani     | Mediocampista | 20   | 6      | Estrella Roja     |
| DT | Ratomir Dujković   |               |      |        |                   |

## Participación

### Enfrentamientos previos
| Fecha                   | Lugar       |       |                  | Resultado |                           |                |
| ----------------------- | ----------- | ----- | ---------------- | --------- | ------------------------- | -------------- |
| 14 de noviembre de 2005 | Jiddah      | Ghana | Bandera de Ghana | 3:1 (2:1) | Bandera de Arabia Saudita | Arabia Saudita |
| 11 de enero de 2006     | Monastir    | Ghana | Bandera de Ghana | 1:0 (0:0) | Bandera de Togo           | Togo           |
| 15 de enero de 2006     | Radès       | Ghana | Bandera de Ghana | 0:2 (0:0) | Bandera de Túnez          | Túnez          |
| 23 de enero de 2006     | Puerto Saíd | Ghana | Bandera de Ghana | 1:0 (0:0) | Bandera de Nigeria        | Nigeria        |
| 27 de enero de 2006     | Puerto Saíd | Ghana | Bandera de Ghana | 1:0 (1:0) | Bandera de Senegal        | Senegal        |
| 31 de enero de 2006     | Ismailía    | Ghana | Bandera de Ghana | 1:2 (0:0) | Bandera de Zimbabue       | Zimbabue       |
| 1 de marzo de 2006      | Frisco      | Ghana | Bandera de Ghana | 0:1 (0:0) | Bandera de México         | México         |
| 26 de mayo de 2006      | Bochum      | Ghana | Bandera de Ghana | 1:1 (0:1) | Bandera de Turquía        | Turquía        |
| 29 de mayo de 2006      | Leicester   | Ghana | Bandera de Ghana | 4:1 (2:0) | Bandera de Jamaica        | Jamaica        |

### Primera fase
| Equipo          | Pts | PJ | PG | PE | PP | GF | GC | Dif |
| --------------- | --- | -- | -- | -- | -- | -- | -- | --- |
| Italia          | 7   | 3  | 2  | 1  | 0  | 5  | 1  | +4  |
| Ghana           | 6   | 3  | 2  | 0  | 1  | 4  | 3  | +1  |
| República Checa | 3   | 3  | 1  | 0  | 2  | 3  | 4  | -1  |
| Estados Unidos  | 1   | 3  | 0  | 1  | 2  | 2  | 6  | -4  |

| 12 de junio de 2006, 21:00 | Ghana | 0:2 (0:1) | Italia                   | AWD-Arena, Hanóver                                                |                                                                   |
|                            |       | Reporte   | Pirlo 40' · Iaquinta 83' | Asistencia: 42.000 espectadores Árbitro(s): Carlos Simon (Brasil) | Asistencia: 42.000 espectadores Árbitro(s): Carlos Simon (Brasil) |

| 17 de junio de 2006, 18:00 | Ghana                 | 2:0 (1:0) | República Checa | RheinEnergieStadion, Colonia                                             |                                                                          |
|                            | Gyan 2' · Muntari 82' | Reporte   |                 | Asistencia: 45.000 espectadores Árbitro(s): Horacio Elizondo (Argentina) | Asistencia: 45.000 espectadores Árbitro(s): Horacio Elizondo (Argentina) |

| 22 de junio de 2006, 16:00 | Ghana                            | 2:1 (2:1) | Estados Unidos | Frankenstadion, Núremberg                                          |                                                                    |
|                            | Draman 22' · Appiah 45+2' (pen.) | Reporte   | Dempsey 43'    | Asistencia: 41.000 espectadores Árbitro(s): Markus Merk (Alemania) | Asistencia: 41.000 espectadores Árbitro(s): Markus Merk (Alemania) |

### Octavos de final
| 27 de junio de 2006, 17:00 | Ghana | 0:3 (0:2) | Brasil                                      | Est. de la Copa Mundial, Dortmund                                     |                                                                       |
|                            |       | Reporte   | Ronaldo 5' · Adriano 45+1' · Zé Roberto 84' | Asistencia: 65.000 espectadores Árbitro(s): Luboš Michel (Eslovaquia) | Asistencia: 65.000 espectadores Árbitro(s): Luboš Michel (Eslovaquia) |

### Participación de jugadores
| #  | Nombre             | Posición      | PJ | Min |   | Asist | Tiros  | Faltas |   |   |
| -- | ------------------ | ------------- | -- | --- | - | ----- | ------ | ------ | - | - |
| 2  | Hans Sarpei        | Defensa       | 0  | 0   | 0 | 0     | 0      | 0-0    | 0 | 0 |
| 3  | Asamoah Gyan       | Delantero     | 3  | 252 | 1 | 1     | 11     | 5-7    | 4 | 1 |
| 4  | Samuel Kuffour     | Defensa       | 1  | 90  | 0 | 0     | 0      | 0-0    | 0 | 0 |
| 5  | John Mensah        | Defensa       | 4  | 360 | 0 | 0     | 1      | 0-9    | 4 | 1 |
| 6  | Emmanuel Pappoe    | Defensa       | 2  | 135 | 0 | 0     | 1      | 0-2    | 0 | 0 |
| 7  | Illiasu Shilla     | Defensa       | 4  | 315 | 0 | 0     | 0      | 4-3    | 1 | 0 |
| 8  | Michael Essien     | Mediocampista | 3  | 270 | 0 | 0     | 11     | 6-6    | 2 | 0 |
| 9  | Derek Boateng      | Mediocampista | 3  | 121 | 0 | 0     | 1      | 3-7    | 1 | 0 |
| 10 | Stephen Appiah     | Mediocampista | 4  | 360 | 1 | 1     | 7      | 3-10   | 2 | 0 |
| 11 | Sulley Muntari     | Mediocampista | 3  | 270 | 1 | 0     | 8      | 5-11   | 3 | 0 |
| 12 | Alex Tachie-Mensah | Delantero     | 3  | 34  | 0 | 0     | 2      | 1-2    | 0 | 0 |
| 13 | Habib Mohamed      | Defensa       | 2  | 180 | 0 | 0     | 1      | 2-4    | 1 | 0 |
| 14 | Matthew Amoah      | Delantero     | 4  | 273 | 0 | 0     | 8      | 2-9    | 0 | 0 |
| 15 | John Pantsil       | Defensa       | 4  | 360 | 0 | 0     | 3      | 1-10   | 1 | 0 |
| 17 | Daniel Quaye       | Defensa       | 0  | 0   | 0 | 0     | 0      | 0-0    | 0 | 0 |
| 18 | Eric Addo          | Mediocampista | 4  | 192 | 0 | 0     | 0      | 4-4    | 1 | 0 |
| 19 | Razak Pimpong      | Delantero     | 3  | 119 | 0 | 0     | 1      | 2-8    | 0 | 0 |
| 20 | Otto Addo          | Mediocampista | 2  | 90  | 0 | 0     | 1      | 6-3    | 1 | 0 |
| 21 | Issah Ahmed        | Defensa       | 0  | 0   | 0 | 0     | 0      | 0-0    | 0 | 0 |
| 23 | Haminu Dramani     | Mediocampista | 2  | 169 | 1 | 0     | 5      | 1-9    | 0 | 0 |
| #  | Nombre             | Posición      | PJ | Min |   | Prom. | Atajos | Faltas |   |   |
| 1  | Sammy Adjei        | Portero       | 0  | 0   | 0 | 0     | 0      | 0-0    | 0 | 0 |
| 16 | George Owu         | Portero       | 0  | 0   | 0 | 0     | 0      | 0-0    | 0 | 0 |
| 22 | Richard Kingson    | Portero       | 4  | 360 | 6 | 1,5   | 22     | 1-0    | 0 | 0 |

## Curiosidades
- A pesar de ser su primera participación, Ghana fue el único país africano en pasar a segunda ronda en esta edición del torneo. Este hecho solo ha sido repetido por Marruecos (en 1986), Camerún (en 1990), Nigeria (en 1994 y 1998, esta última su segunda participación consecutiva) y Senegal (en 2002).
- En un concurso realizado por Hyundai, los aficionados de los equipos eligieron un lema para cada seleccionado, el cual sería colocado en los buses que transportarían a los jugadores a lo largo del país. El eslogan elegido para Ghana fue «Black Stars Monko, Yån Wiase Mu Nsroma» (Adelante Estrellas Negras, las estrellas de nuestro mundo).[1]
- Ghana eligió la localidad de Würzburg, en el estado de Baviera, como su "cuartel" durante la realización del torneo.